# St. Ive and Pensilva
St. Ive and Pensilva är en civil parish i Storbritannien. Den ligger i grevskapet Cornwall och riksdelen England, i den södra delen av landet, 300 km väster om huvudstaden London.
Den 1 april 2021 bytte civil parish namn från St.Ive till St. Ive and Pensilva. 